# Рейнутрия сахалинская
Рейну́трия сахали́нская (лат. Reynoútria sachalinénsis) — дальневосточный вид растений рода Рейнутрия (Reynoutria) семейства Гречишные (Polygonaceae). 

## Ботаническое описание
Многолетнее двудомное растение высотой 1,5—3 (до 4) м, с длинными подземными побегами.

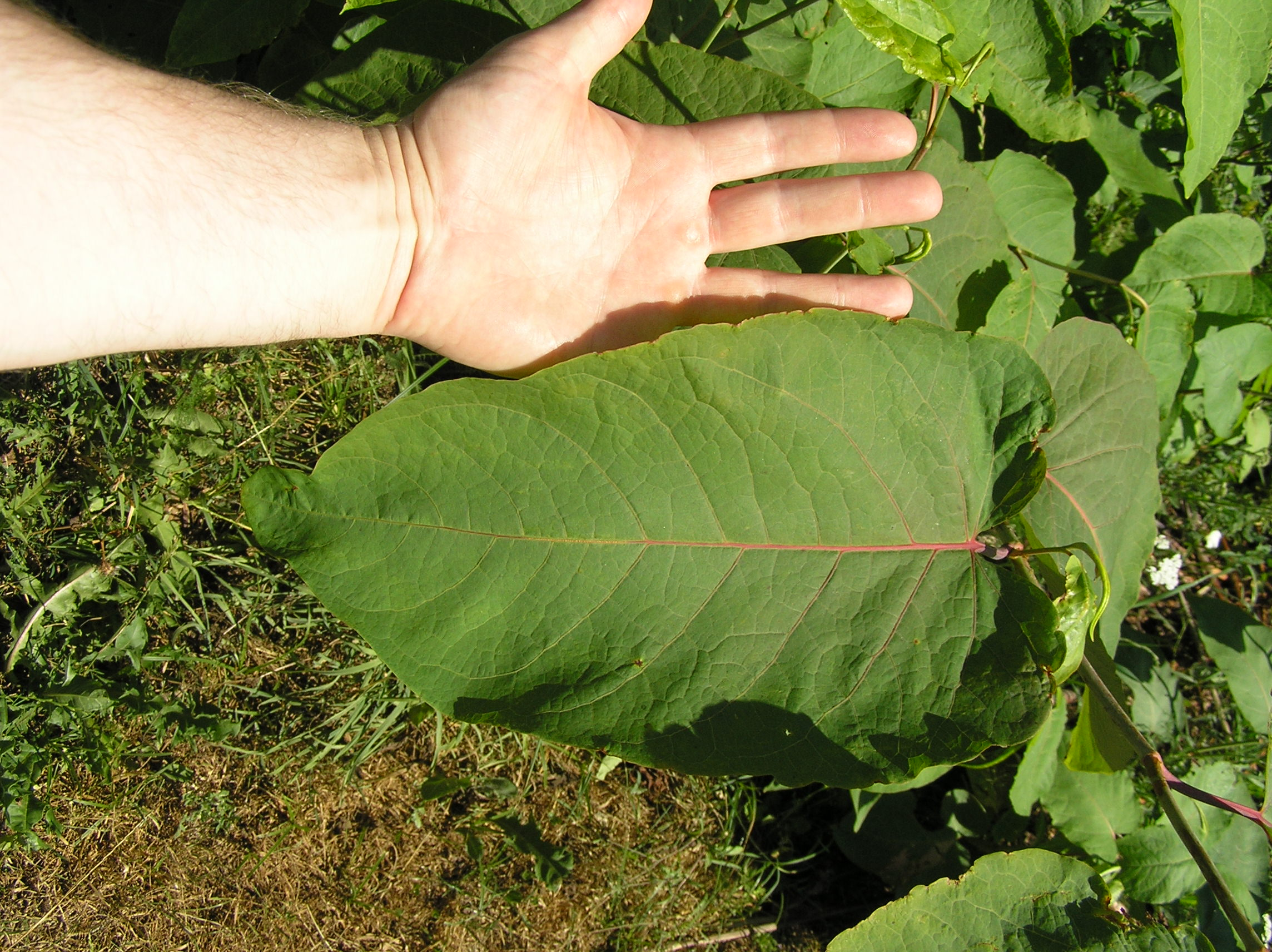
Лист

Стебель вертикальный, полый, маловетвистый, гладкий, толстый, с утолщёнными междоузлиями, слабо ветвящийся в верхней половине.

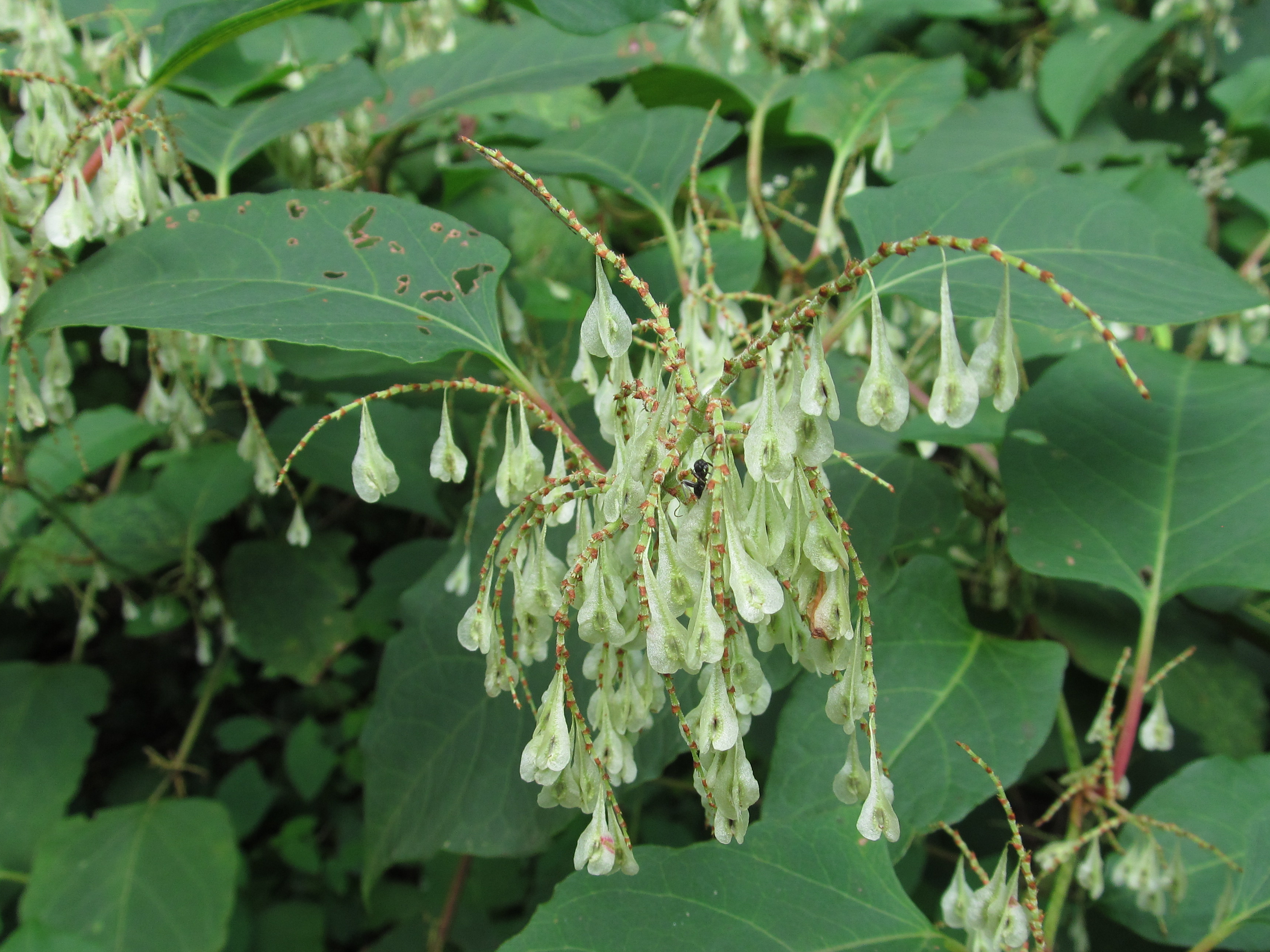
Плоды

Листья вечнозелёные или опадающие, короткочерешковые, на основном стебле продолговато-яйцевидные с несколько сердцевидным или округлым основанием, со слегка волнистым краем, на конце заострённые, по краю и снизу по жилкам с сосочками или очень короткими волосками, 10—30 (до 40) см длиной и 7—25 см шириной. 
Соцветия — пазушные и отчасти верхние метёлки, собранные в короткие пучки длиной 3—8 см; ось и многочисленные ветви соцветия густо, но короткооволосистые. Цветки мелкие, беловатые, околоцветник лейковидный, внутренние части его с крыловидными выростами, разрастающимися при плодах.
Плод — трёхгранный орешек, тёмно-бурый, блестящий, остроконечный, около 2,5 мм длиной.
Цветёт в августе — сентябре. Плоды созревают в сентябре — октябре.

## Распространение и экология
Произрастает естественным образом на юге Сахалина, Курильских островах и в Японии (острова Хоккайдо и Хонсю). 
Вид широко натурализовался в Северной Америке, Европе, в различных регионах России, в Новой Зеландии. В регионах заноса гибридизировался с рейнутрией японской (Reynoutria japonica Houtt.) с образованием рейнутрии богемской (Reynoutria × bohemica Chrtek & Chrtková), ставшей в последние годы обычным городским сорняком в Европе и Центральной России.
Растёт на приречных песках и галечниках, береговых обрывах, в зарослях кустарников и высокотравья, вдоль дорог, в населенных пунктах.

## Химический состав растительного сырья
В надземной части содержится до 15—20 % белков, рутин (0,3—1,1), аскорбиновая кислота (0,56—0,88), каротин (0,008—0,012), минеральные соли фосфора (0,3—0,5), кальция (0,7—1,5), клетчатка (26—30 %). Содержание дубильных веществ в листьях не превышает 10,5 % при доброкачественности 20—40, в корнях к началу цветения оно достигает 30 %.
Горец сахалинский является одним из важных источников ресвератрола и его гликозида.
Ознакомиться с химическим составом рейнутрии сахалинской можно в таблице ниже
| Воды в % | От абсолютного сухого вещества в % | От абсолютного сухого вещества в % | От абсолютного сухого вещества в % | От абсолютного сухого вещества в % | От абсолютного сухого вещества в % | Источник, район       |
| Воды в % | золы                               | протеина                           | жира                               | клетчатки                          | БЭВ                                | Источник, район       |
| -------- | ---------------------------------- | ---------------------------------- | ---------------------------------- | ---------------------------------- | ---------------------------------- | --------------------- |
| 62,7     | 6,1                                | 20,5                               | 4,2                                | 13,2                               | 60,0                               | Васильев, 1902, Умань |
| 36,1     | 11,6                               | 29,8                               | 6,9                                | 13,1                               | 38,6                               | Лаврентьев, 1895      |
| 82,4     | 8,2                                | 19,0                               | 2,4                                | 34,4                               | 36,0                               | Сосклет, Германия     |

Содержание аскорбиновой кислоты в осенних листьях 140—280 мг %.

## Применение
Широко распространена в культуре как декоративное растение. Растение высаживают для декорирования водоёмов, изгородей, на газонах. Легко становится злостным сорняком.
Население Сахалина использует в пищу свежие и варёные листья при приготовлении салатов, супов. Мягкие верхушки молодых побегов по вкусу слегка напоминают ревень.
Растение даёт большое количество зелёной массы, молодые побеги поедаются коровами и лошадьми. Показана возможность использования силосованного горца сахалинского (до стадии бутонизации) в качестве корма для сельскохозяйственных животных.
Из недостатков, препятствующих применению в культуре, следует отметить следующие: высокие урожаи возможны только на плодородных почвах и на третий-четвёртый год; даже при вегетативном размножении развивается медленно и в первые два года даёт небольшие урожаи; как кормовое средство ценна только в молодом состоянии, далее пригодна только для зелёной подкормки и силосной массы.
Растение обладает бактерицидной активностью.
Экстракт из листьев можно использовать в чистом виде и в букете с еловым экстрактом для дубления кожи.
Хороший медонос.